# برزینا (ناحیه ییندریخوف هرادتس)
برزینا (به چکی: Březina) یک منطقهٔ مسکونی در جمهوری چک است که در ناحیه ییندریخوف هرادتس واقع شده‌است. برزینا ۱۳۴ نفر جمعیت دارد.